# Gabriel Póvoas
Gabriel Mercury (Salvador, 3 de setembro de 1985) é um cantor, compositor e músico brasileiro.

## Biografia
Gabriel Mercury é compositor e produtor músical brasileiro. Nasceu em Salvador. É filho da cantora e compositora Daniela Mercury e do engenheiro eletrônico Zalther Póvoas. Incentivado pelo pai, praticou hipismo e chegou a competir nos Jogos Pan-Americanos, representando o Brasil.
A música rapidamente o arrematou visto que teve interesse pelo violão tardiamente (aos 14 anos) e aos 15 já tinha sua primeira música gravada, Aeromoça (Álbum Sou de qualquer lugar). 
Ao terminar o colégio, em 2004, foi estudar administração na Universidade Federal da Bahia, deixando o curso ainda nos semestres iniciais. Em 2006 assina, junto a Daniela Mercury, a trilha original do filme Canta Maria; também cantou na faixa Cavaleiro do Coração. Em seguida, iniciou estudos na American School of Modern Music, em Paris, retornando, após alguns meses, ao Brasil. Iniciou a Faculdade de Filosofia da Universidade Católica da Bahia. Ao retornar ao Brasil, o cantor continuou os estudos com o renomado professor Aderbal Duarte, grande estudioso da técnica e estética do samba preconizada por João Gilberto.
Seu primeiro disco, que ele prefere considerar "pre-história", chama-se Incompleto, foi co-produzido por Rick Brayner e Tais Nader, contou com participações do Ile Ayiê, Daniela Mercury, Fred Dantas, Rowney Scott, dentre outros.

## Composições
- "Aeromoça", composta em parceria com a mãe e gravada por ela nos álbuns Sou de Qualquer Lugar e Clássica.

- "Maybe Maré", gravada por Bruno Masi em Trilhos Fortes.

- "Canta Maria", "Alumeia" e "Cavaleiro do Coração", todas compostas em parceria com a mãe para a trilha-sonora do filme Canta Maria, de Francisco Ramalho Jr. Gabriel é o intérprete de "Cavaleiro do Coração".

- "Santana dos Olhos d'Água", composta em parceria com Guiguio e a mãe em homenagem à cidade de Feira de Santana.

- "Caiu no Mar", composta em parceria com Tais Nader. Virou um clipe infantil gravado em parceria com a ESPN Brasil.

- "Sol do Sul", "trio em Transe" e "castelo Imaginário" compostas em parceria com a mãe para o álbum Canibália sendo que a terceira tem como parceiro adicional Marivaldo Santos e a ultima também possui como parceira Tais Nader.

- No disco INCOMPLETO: "Canto pra Lua", "Cheiro de Poeta", "Desamor", "Garotas Dissonantes", "Flor sem Juan", "Tentativa de Separação", "Me Ensinar", "Guarda Menino", "Danço com as mãos" (parceria com Aderbal Duarte), "Sol de Luar" (parceria com Tais Nader),

- Ferrin com Sétima" interpretada por Vania Abreu e Emerson Taquari, gravada no álbum "Pandeirando" de Emerson Taquari.